# Босна и Херцеговина на Светском првенству у атлетици у дворани 2018.
Босна и Херцеговина је учествовала на 17. Светском првенству у атлетици у дворани 2018. одржаном у Бирмингему од 1. до 4. марта. У њеном осмом учешћу на светским првенствима у дворани до данас, репрезентацију Босне и Херцеговине представљао је један атлетичар који се такмичио у бацању кугле.,
На овом првенству Босна и Херцеговина није освојила ниједну медаљу, али је постављен нови национални рекорд у бацању кугле у дворани.
У табели успешности према броју и пласману такмичара који су учествовали у финалним такмичењима (првих 8 такмичара) Босна и Херцеговина је са 1 учесником у финалу и освојена 4 бода делила 39. место од 48 земаља које су освале бодове по овом основу са 4 бодова.
| Пл.  | Земља               | 1. место | 2. место | 3. место | 4. место | 5. место | 6. место | 7. место | 8. место | Бр. фин. | Бод. |
| ---- | ------------------- | -------- | -------- | -------- | -------- | -------- | -------- | -------- | -------- | -------- | ---- |
| =39. | Босна и Херцеговина | 0-0      | 0-0      | 0-0      | 0-0      | 1-4      | 0-0      | 0-0      | 0-0      | 1        | 4    |

## Учесници
Мушкарци:
- Месуд Пезер — Бацање кугле

## Резултати

### Мушкарци
| Атлетичар   | Дисциплина   | Лични рекорд | Финале   | Финале | Детаљи |
| Атлетичар   | Дисциплина   | Лични рекорд | Резултат | Место  | Детаљи |
| ----------- | ------------ | ------------ | -------- | ------ | ------ |
| Месуд Пезер | Бацање кугле | 20,77        | 21,15 НР | 5 / 16 |        |